# Calymperes armatum
Calymperes armatum är en bladmossart som beskrevs av Brotherus 1924. Calymperes armatum ingår i släktet Calymperes och familjen Calymperaceae. Inga underarter finns listade i Catalogue of Life.